# Metavargula optilus
Metavargula optilus is een mosselkreeftjessoort uit de familie van de Cypridinidae. De wetenschappelijke naam van de soort is voor het eerst geldig gepubliceerd in 1968 door Kornicker.